# Punky Skunk
Punky Skunk (クーリースカンク, Kūrī Sukanku), également connu sous le nom de Cooly Skunk, est un jeu vidéo de plates-formes développé par Ukiyotei et édité par Visit au Japon en 1996 et par Jaleco en Amérique du Nord en 1998 sur PlayStation.

## Système de jeu
Punky Skunk est un jeu de plates-formes à défilement horizontal en deux dimensions.